# 雞子

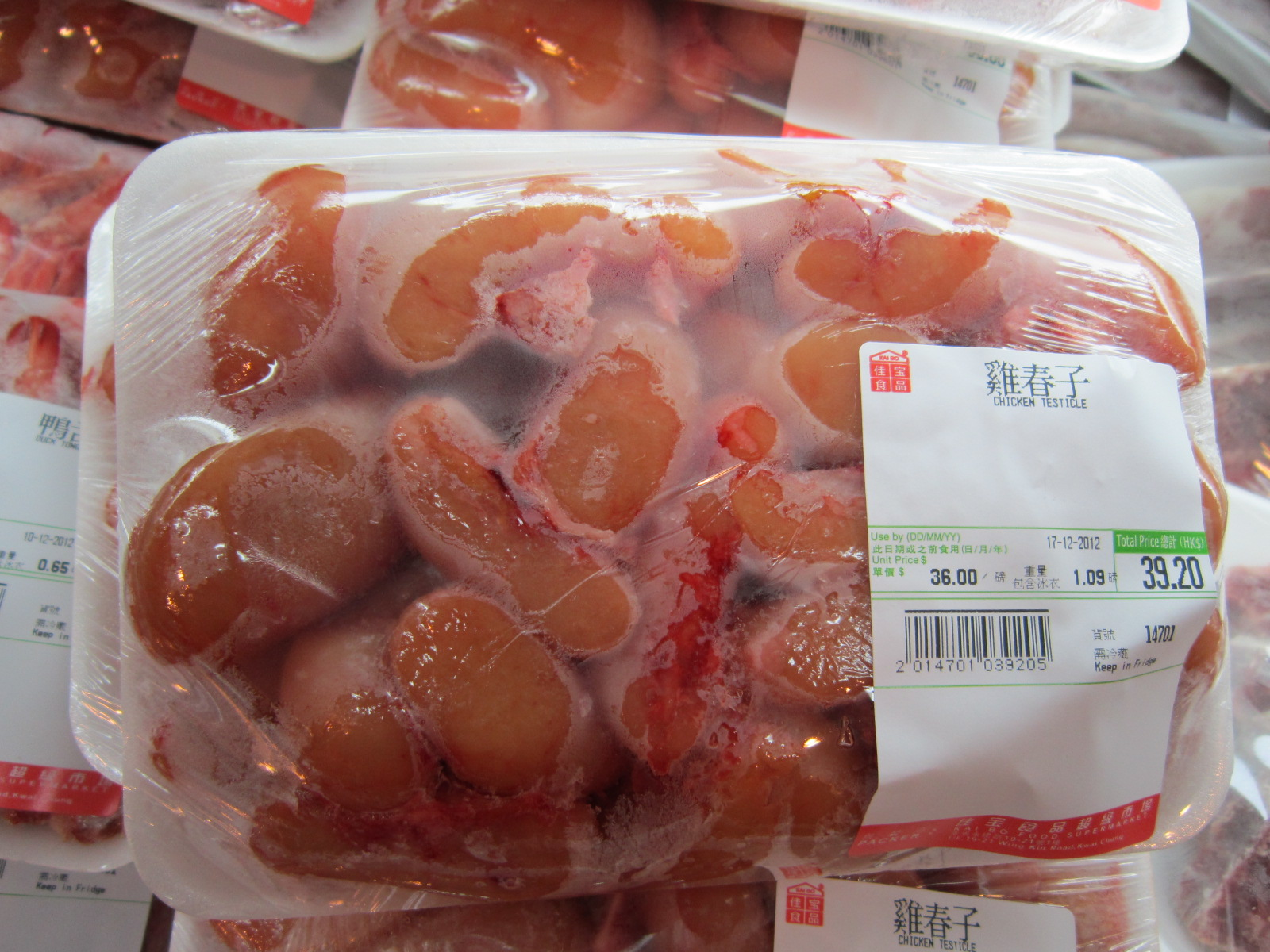
生雞子

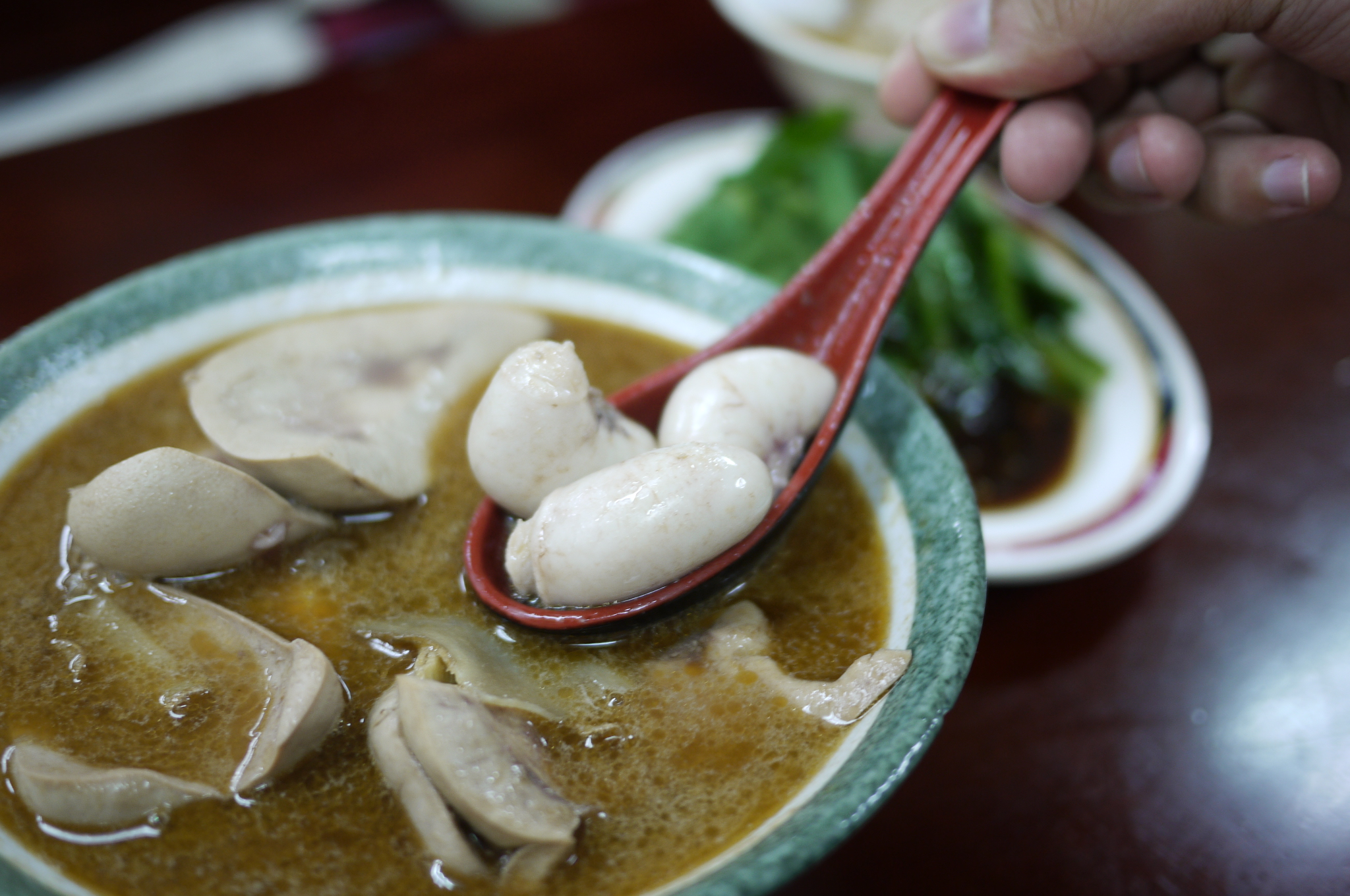
麻油雞佛湯

雞子，俗稱雞腰子、雞腩胇、雞核（白字俗寫雞佛），指雞的睪丸，大小如板栗，色澤微红稍黄。由於廣東人的飲食文化流傳著「以形補形」的思維，因此他們相信雞子具有壯陽的功效，但這說法缺乏根據。在台灣，麻油炒雞南佛為產婦月子餐的常見催乳料理。在香港，雞子是火鍋配料之一。雞子亦可浸酒成為「雞子酒」。「鸡子戈渣」是香港古老的名菜之一。
雞子雖然鮮美但幾乎沒有營養。雞子的營養物質大部分為蛋白質和脂肪，吃多了會導致身體肥胖。雞子中欠缺鈣、鐵、胡蘿蔔素、硫胺素、核黃素、尼克酸以及各種維生素和粗纖維，長期食用不利於健康。
科學調查認為，雞子食用量對人體，尤其是老年人、女性的健康有重大影響。
營養學家指出，由於人們一天中會食用各種食物，平均起來，雞子中的膽固醇含量最高。膽固醇會極大增加心腦血管疾病的誘發機率，如果老年人、女性每天都吃雞子，那麼勢必會有多餘的膽固醇存積在體內，這不但不利於健康，也會增加心臟病、腦血栓誘發的機率。
有一說雞子可以治療煩躁熱病，燥咳聲啞，咽喉痛等等徵狀。

## 外部連結
- 美味鸡子：性崇拜的符号 （页面存档备份，存于）
- 旧日美味带来新惊喜
- Kidney of a Chicken 雞的腎臟器官解剖片段(腎臟功能的器官，非俗稱"雞腎"的雞砂腸) （页面存档备份，存于）